# Charles Okun
Charles Okun (* 8. September 1924 in New York City, New York; † 3. Juli 2005 in Florida) war ein US-amerikanischer Filmproduzent und Regieassistent.

## Leben
Okun war nach seinem Abschluss an der New York University in den 1950er Jahren kurz als Lehrkraft tätig. Seine ersten Schritte in der Filmindustrie unternahm er als Elektriker, wo er unter anderem bei der Herstellung von Werbespots beschäftigt war. Erst in den 1970er-Jahren nahm seine Karriere Fahrt auf. Er arbeitete als Regieassistent unter anderem mit Otto Preminger, Michael Winner, Jonathan Demme und Sidney Lumet. Nach zwei Filmen als Regieassistent unter Michael Cimino, darunter dem mehrfach oscarprämierte Antikriegsfilm Die durch die Hölle gehen, war Okun einer von drei ausführenden Produzenten von Ciminos Western Heaven’s Gate. Zwischen 1985 und 2003 wirkte Okun an der Produktion von neun Spielfilmen Lawrence Kasdans mit, darunter das für vier Oscars nominierte Filmdrama Die Reisen des Mr. Leary.
Okun starb an Komplikationen einer Krebserkrankung. Er hinterließ zwei Töchter.

## Filmografie (Auswahl)

### Regieassistenz
- 1974: Ein Mann sieht rot (Death Wish)
- 1974: Die Letzten beißen die Hunde (Thunderbolt and Lightfoot)
- 1977: Flotte Sprüche auf Kanal 9 (Handle with Care)
- 1977: Hexensabbat (The Sentinel)
- 1978: Die durch die Hölle gehen (The Deer Hunter)
- 1995: French Kiss

### Produktion
- 1980: Heaven’s Gate
- 1985: Silverado
- 1988: Die Reisen des Mr. Leary (The Accidental Tourist)
- 1990: Ich liebe Dich zu Tode (I Love You to Death)
- 1994: Wyatt Earp – Das Leben einer Legende (Wyatt Earp)
- 1995: French Kiss
- 2003: Dreamcatcher

## Auszeichnungen
- 1979: DGA Award in der Kategorie Outstanding Directorial Achievement in Motion Pictures für Die durch die Hölle gehen
- 1989: Oscar-Nominierung in der Kategorie Bester Film für Die Reisen des Mr. Leary